# Nakamikado
Nakamikado (jap. 中御門天皇 Nakamikado tennō; ur. 14 stycznia 1702, zm. 10 maja 1737) − 114. cesarz Japonii. Panował w latach 1709–1735. Jego imię własne brzmiało Yasuhito (jap. 慶仁).

## Życiorys
Urodził się 14 stycznia 1702 jako piąty syn cesarza Higashiyama. W 1709 Higashiyama abdykował i Yasuhito, mający 7 lat, został 27 lipca 1709 intronizowany na cesarza. Przyjął cesarskie imię Nakamikado. Do czasu osiągnięcia przez niego pełnoletniości rzeczywistą władzę sprawował jego dziadek, cesarz Reigen.
Za panowania Nakamikado stosunki pomiędzy dworem cesarskim a siogunami były raczej dobre. Rozmowy o ewentualnym małżeństwie między ciotką Nakamikado, siódmą córką cesarza Reigen o imieniu Yoshiko, a siogunem Ienobu zostały przerwane śmiercią sioguna.
Nakamikado abdykował 13 kwietnia 1735 na rzecz swego syna, cesarza Sakuramachi. Zmarł dwa lata później, 10 maja 1737.